# Esquema do transtorno bipolar
O seguinte esquema é fornecido como uma visão geral e um guia tópico para o transtorno bipolar:
Transtorno bipolar – transtorno mental caracterizado por períodos de depressão e de elevado humor. Os episódios de elevado humor são significativos e conhecidos por mania ou hipomania, dependendo da severidade ou caso sintomas psicóticos estejam presentes. Durante uma crise maníaca, o paciente comparta-se ou sente-se anormalmente energético, feliz ou irritado. Os indivíduos costumam tomar decisões sem considerar bem as possíveis consequências. A necessidade de dormir é bastante reduzida durante uma fase maníaca. Durante períodos de depressão normalmente há choro, uma visão negativa em relação à vida e pouco contato ocular com os outros. O risco de cometer suicídio naqueles com a doença é maior do que 6 porcento ao longo de 20 anos, enquanto que comportamentos autolesivos ocorrem em cerca de 30 a 40 porcento dos sofredores. Outros problemas a nível de saúde mental como transtornos de ansiedade e transtornos por uso de substâncias estão commumente associados. Também é conhecido como depressão maníaca.

## Que caracteriza o transtorno bipolar?

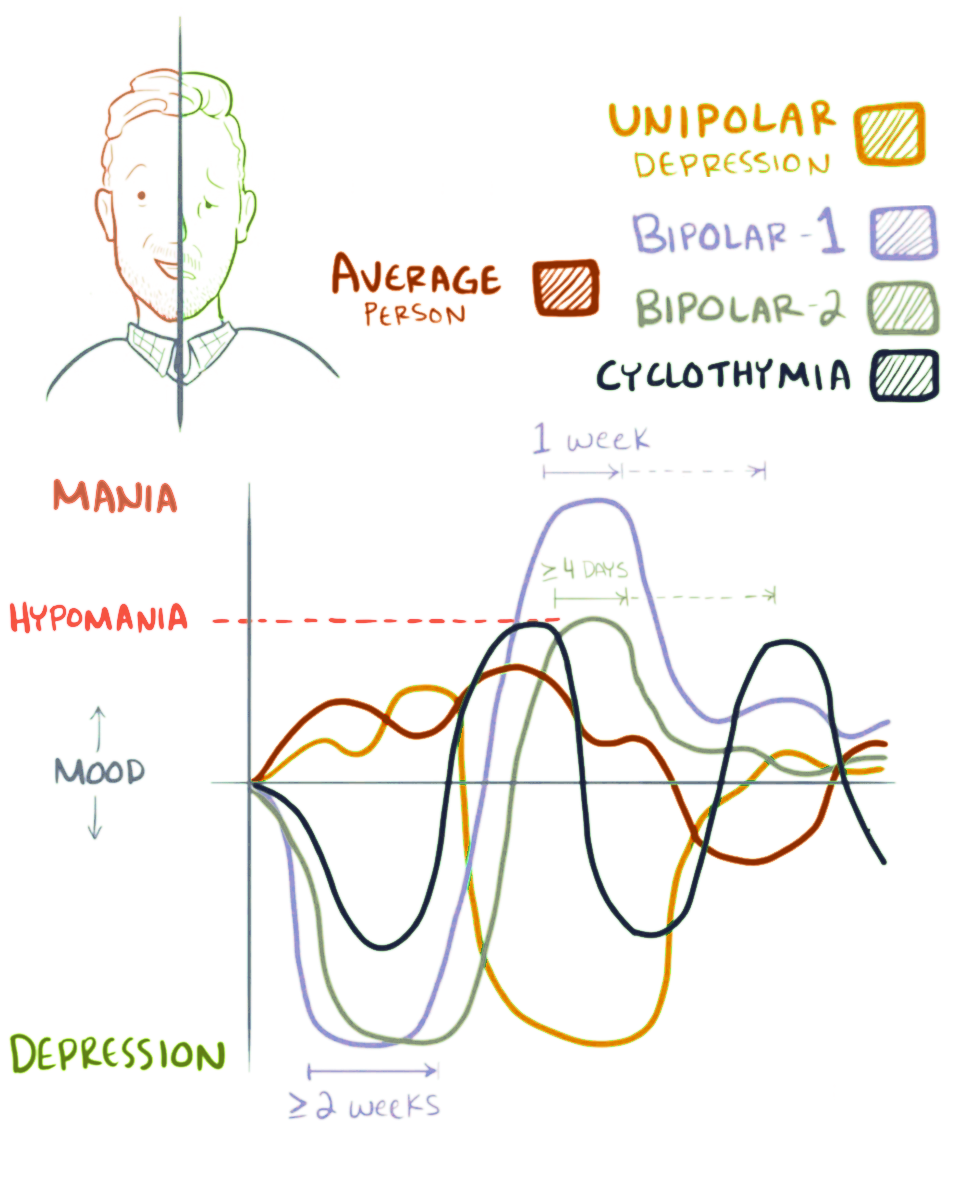
Um gráfico que mostra a variação no humor em diferentes subtipos do transtorno bipolar em comparação com neurotípicos e pessoas com depressão unipolar

O transtorno bipolar pode ser descrito como:
- Doença -
  - Transtorno mental - anormalidade ou distúrbio funcional caracterizado por um padrão comportamental ou mental que pode causar sofrimento ou capacidade insuficiente de funcionar na vida. Essas características podem ser persistentes, recorrentes e remitentes, ou ocorrer como num único episódio.

## Espectro bipolar
Espectro bipolar -
- Bipolar I - transtorno bipolar com pelo menos um episódio maníaco (com ou sem psicose), possivelmente com episódios hipomaníacos e/ou depressivos
- Bipolar II - transtorno bipolar com pelo menos um episódio depressivo e pelo menos um hipomaníaco, sem qualquer episódio manáco completo
- Ciclotimia - transtorno bipolar "leve", com sintomas hipomaníacos e de depressão não graves o suficiente para serem classificados como sendo do tipo I ou II
- Distimia - semelhante à depressão, mas com sintomas que são duradouros e menos graves
- Transtorno depressivo maior - um transtorno de humor que envolve mau humor, pouca energia, baixa auto-estima, falta de interesse em atividades agradáveis e/ou dores e sofrimentos
- Transtorno esquizoafetivo - alterações de humor combinadas com psicose ; é classificada como sendo do subtipo depressivo ou bipolar
- Mania - um estado de hiperatividade, humor elevado (eufórico ou irritável), baixa necessidade de dormir, fala rápida e/ou constante, grandiosidade e/ou pensamentos acelerados; pode incluir sintomatologia psicótica (presença de delírios ou alucinações)
- Estado afetivo misto - um estado com traços de mania e depressão (por exemplo, irritabilidade, tristeza, tendências suicida e pensamentos acelerados ao mesmo tempo)
- Hipomania - um estado de bom humor semelhante ao da mania, mas menos grave
- Episódio depressivo maior - um episódio com sinais do transtorno depressivo maior

## Sintomas do transtorno bipolar
- Ansiedade - um estado de maior stress e preocupação
- Desregulação emocional - dificuldade em regular o humor, resultando em alterações de humor
- Distúrbio do sono - hábitos de sono desordenados

### Sinais típicos de mania
- Delírio - crença fixa que não é possível mudar apesar da razão ou evidências apontarem para o contrário; não é melhor explicada por crenças culturais comuns
- Alucinação - perceber algo que não está realmente presente
- Insónia - dificuldade em adormecer e/ou em permanecer a dormir
- Fala rápida - fala rápida, errática e/ou frenética que pode ser difícil para outras pessoas entenderem e interromperem
- Psicose - dificuldade em distinguir a fantasia da realidade
- Fuga de ideias - pensamento rápido, às vezes percebido como uma distração ou angústia

### Sinais típicos de depressão
- Anedonia - capacidade reduzida de sentir prazer
- Disforia - um estado de profunda infelicidade ou desconforto
- Hipersonia - sono excessivo e/ou sonolência
- Automutilação - causar dor ou lesões intencionais no próprio corpo, frequentemente como forma autopunitiva ou de libertação emocional
- Ideação suicida - pensar em cometer suicídio

## Tratamento para o transtorno bipolar

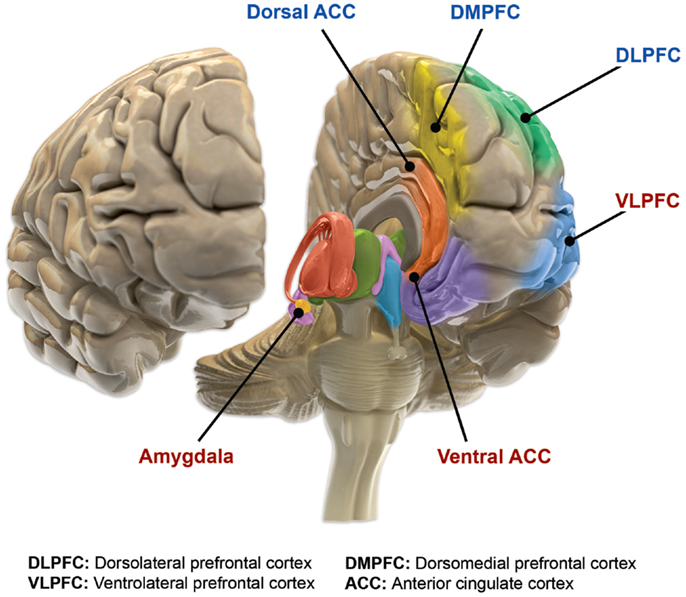
Áreas do cérebro afetadas pelo transtorno bipolar.

- Tratamento do transtorno bipolar -
- Tratamento do transtorno bipolar - estabilizadores de humor - medicamento que reduz as oscilações de humor e permite que o paciente experimente uma variedade mais típica de humor
- Anticonvulsivantes -
- Carbamazepina -
- Gabapentina -
- Lamotrigina (Lamictal) -
- Oxcarbazepina -
- Topiramato -
- Ácido valpróico -
- Valproato de sódio -
- Valproato semissódico -
- Farmacologia de lítio -
- Carbonato de lítio -
- Citrato de lítio -
- Sulfato de lítio -
- Antipsicóticos -
- Tratamento do transtorno bipolar - Ansiedade -
- Alprazolam (Solanax e Xanax) -
- Lista de benzodiazepínicos -

## Tratamento não farmacêutico para o transtorno bipolar
- Psicologia clínica -
- Terapia eletroconvulsiva -
- Tratamento involuntário -
- Fototerapia -
- Psicoterapia -
- Estimulação magnética transcraniana -

## História do transtorno bipolar
História do transtorno bipolar -
- Emil Kraepelin -
- Karl Leonhard -
- John Cade -
- Mogens Schou -
- Frederick K. Goodwin -
- Kay Redfield Jamison -

## Organizações
- Sociedade Internacional para Doenças Bipolares -
- Projeto Ícaro -
- Bipolar UK